# Orquestra Filarmônica Real
A Royal Philharmonic Orchestra (Orquestra Filarmónica Real (português europeu) ou Orquestra Filarmônica Real (português brasileiro); Orquestra Filarmónica Real Britânica (português europeu) ou Orquestra Filarmônica Real Britânica (português brasileiro)), também conhecida pelo acrônimo RPO, é uma orquestra inglesa baseada em Londres. É considerada algumas vezes a "orquestra nacional britânica" e seu atual diretor artístico e regente titular é o maestro italiano Daniele Gatti, indicado para o cargo em 1996.
A Royal Philharmonic foi fundada em 1946 pelo maestro Thomas Beecham, apresentando seu primeiro concerto na cidade de Croydon, no dia 15 de setembro daquele ano. Beecham foi seu diretor artístico e regente titular até sua morte, em 1961. Foi sucedido pelo então regente assistente Rudolf Kempe, a quem foi concedido o título de regente vitalício em 1970.
A orquestra realizou uma turnê nos Estados Unidos no ano de 1950, tornando-se a segunda orquestra britânica a visitar o território estadunidense - a primeira foi a Orquestra Sinfônica de Londres, em 1912.

## Regentes titulares/Diretores artísticos
- Daniele Gatti (1996-presente)
- Vladimir Ashkenazy (1987-1994)
- André Previn (1985-1992)
- Walter Weller (1980-1985)
- Antal Doráti (1975-1978)
- Rudolf Kempe (1962-1975)
- Thomas Beecham (1946-1961)